# Stele von Karagündüz
Die Stele von Karagündüz (Charakonis, Харагонис) ist eine Stele aus dem Reich Urartu.

## Allgemeines
Die Stele wurde in der Nähe des Ostufers des Salzsees Erçek Gölü in der Provinz Van in 1890 m Höhe gefunden und befindet sich heute im Museum von Van. Ein Abklatsch befindet sich im georgischen Nationalmuseum.
Die Stele stammt aus der Herrschaftszeit von Menua und Išpuini. Der untere Teil der Stele fehlt, das Oberteil der Stele ist noch 1,90 m hoch und 70 cm breit und beidseitig beschriftet. Auf der Vorderseite sind zahlreiche gleicharmige Kreuze eingemeißelt, die Teile der Inschrift zerstört haben.
Die Inschrift in urartäischer Keilschrift berichtet vom Sieg des Gottes Ḫaldi über die Stadt Mešta und das Land Paršua. Die Könige waren mit über 6000 Reitern, 106 Streitwagen und 22.000 Fußsoldaten ausgezogen. Außer der Stadt Mešta eroberten sie die Städte Qua, Šaritu und Nigibi.
Da der Erçek Gölü in der Nähe eines Passes nach Choy im Iran liegt, will M. Salvini die Stele als Beweis dafür heranziehen, dass die erwähnte Stadt Mešta mit Hasanlu am Urmiasee identisch ist.

## Konkordanz
| Autor                   | Kürzel | Nummer |
| ----------------------- | ------ | ------ |
| Lehmann-Haupt 1928–1935 | CICh   | 15     |
| König                   | HchI   | 7      |
| Melikišvili             | UKN    | 24     |
| Arjutjan                | KUKN   | 35     |
| Salvini 2008            | -      | A 3-9  |